# Coracina sula
El oruguero de Sula (Coracina sula) es una especie de ave paseriforme de la familia Campephagidae endémica de Indonesia.

## Distribución y hábitat
Se encuentra únicamente en las islas Sula, en el oeste de las Molucas. Su hábitat natural son las selvas tropicales húmedas de zonas bajas.